# Hermann Obkircher
Rudolf Hermann Obkircher (* 22. April 1819 in Villingen; † 30. September 1881 in Karlsruhe) war ein deutscher Jurist und badischer Politiker.

## Herkunft
Hermann Obkircher war der Sohn des im Jahre 1852 in den Ruhestand getretenen Hofgerichtspräsidenten Joseph Obkircher. Er gehörte der römisch-katholischen Kirche an.

## Leben
Obkircher studierte Rechtswissenschaften an der Universität Heidelberg, wo er 1842 die juristische Staatsprüfung ablegte.  Sodann trat er als Rechtspraktikant in den öffentlichen Dienst. 1844 übernahm er die Stelle eines Amtsverwalters beim Oberamt Rastatt. 1847 wechselte er zur Regierung des Unterrheinkreises. Da Obkircher sich weigerte, der im Mai 1849 gebildeten Revolutionsregierung den Diensteid zu leisten, wurde er von dieser seines Amtes enthoben.  Nachdem er als Sekretär des badischen Zivilkommissars bei der preußischen Besatzungsarmee tätig gewesen war, kam er im Oktober 1849 als Assessor zur Regierung des Oberrheinkreises. Im März 1855 erfolgte seine Ernennung zum Regierungsrat. Im Dezember 1855 wurde er als Hofgerichtsrat an das Hofgericht des Oberrheinkreises in Freiburg versetzt. Im Juli 1864 wurde er zum Direktor des neu errichteten Kreisgerichts in Heidelberg ernannt. Im Juni 1871 übernahm er als Oberhofrichter den Vorsitz im obersten Gerichtshof des Großherzogtums Baden, 1879 das Präsidium des neu errichteten Oberlandesgerichts in Karlsruhe.

## Politik
Obkircher gehörte von 1863 bis 1866 als Abgeordneter der Stadt Freiburg der Zweiten Kammer der Badischen Ständeversammlung an. Von 1868 bis 1871 war er badischer Justizminister im Kabinett Jolly. 1869 wählte ihn die Universität Freiburg als ihren Vertreter für die Erste Kammer. Von 1871 bis 1880 war Obkircher erneut Mitglied der Ersten Kammer, diesmal jedoch durch Ernennung seitens des Großherzogs. Von 1873 bis 1880 fungierte er zudem als Präsident der Ersten Kammer.

## Familie
Obkircher war verheiratet mit Natalie von Wänker. Aus der Ehe gingen zahlreiche Kinder hervor, darunter der badische Landtags- und Reichstagsabgeordnete Rudolf Obkircher.

## Ehrungen
- 1850 Gedächtnismedaille für die Bekämpfung des badischen Aufstands
- 1867 Ritterkreuz des Ordens vom Zähringer Löwen
- 1869 Kommandeurskreuz zweiter Klasse des Ordens vom Zähringer Löwen
- 1871 Kommandeurskreuz mit Stern des Ordens vom Zähringer Löwen
- 1877 Großkreuz des Ordens vom Zähringer Löwen